# بنيامين نويكيرش
بنيامين نُويْكيرش (بالألمانية: Benjamin Neukirch) (ولد في راينكه في منطقة شليزيا في شرق ألمانيا في 27 مارس 1665- مات في أنسباخ في 15 أغسطس 1729) شاعر ألماني عاش في القرن السابع عشر، اشتهر بكتابه «مجموعة نويكيرش», الذي نشر فيها مختارات شعرية لشعراء في القرن السابع عشر، وكانت مكتوبة بأسلوب جديد، أثر تأثيرا كبيرا في الشعر الألماني في ذلك العصر.

## حياته
التحق نويكيرش في صباه بمدرسة في بويانوفا القريبة من بلدته، حيث كان الأب يعمل هناك موثقا للعقود. ثم تركها ليلتحق بمدرسة أخرى في بريسلاو. وبعدها إلى مدرسة ثانوية في تورن. وفي سنة 1684 التحق بجامعة فيادرينا Viadrina في مدينة فرانكفورت الواقعة على نهر الأودر.
وفي سنة 1687 بدأ العمل كمحام في بريسلاو، إلا أنه لم يستمر في هذا المجال طويلا. فعاد إلى فرانكفورت الواقعة على نهر الأودر، وبدأ سنة 1691 في إعطاء الدروس الخاصة في الشعر وعلم البلاغة (وكان من بين تلامذته بوزه Bohse وهونولت Hunold).
وفي سنة 1693 انتقل إلى مدينة هاله Halle, بسبب مشاكله المادية المتزايدة، ثم انتقل في عام 1694 إلى برلين حيث عين في البلاط مدرسا خصوصيا. ولم تكن الوظيفة في البلاط ترضيه، إذ كانت تشوبها بعض المنغصات، لكنها مكنته رغم ذلك من الاتصال بشعراء البلاط في ذلك الوقت وهم كانيتس وبيسر Besser.
ثم أصبح بروفيسورا في أكاديمية الفرسان من سنة 1703 حتى موت فريدريش الأول في سنة 1713. وقد بدأت أحواله المادية في التحسن، حين دعي إلى مدينة أنسباخ التي كانت تابعة لبراندنبورج في سنة 1718, حيث عين مربيا خاصا لأطفال الأسرة الملكية ومستشارا للبلاط، حتى سنة 1729.

## إنتاجه الأدبي
يعرف نويكيرش في العصر الحديث بأنه واضع كتاب «مجموعة نويكيرش», التي كانت عبارة عن عدة مجلدات، ضمت مختارات شعرية وقصائد لم تنشر من قبل لشعراء عديدين، أبرزهم كان هوفمانسفالداو Hoffmannswaldau. وكان هوفمانسفالداو شاعرا عاش في منتصف القرن السابع عشر، وقد ابتكر أسلوبا أدبيا جديدا أُطلق عليه galant (وتعني الشعر الرقيق الذي يتضمن معاني نبيلة تجاه المرأة), وقد كتب العديد من القصائد بهذا الأسلوب الجديد، لكنه لم ينشرها إلا في دائرة ضيقة من أصدقائه.
وقد انتشر هذا الأسلوب بعدما نشره نويكيرش، في أوساط الأدباء الشباب انتشارا كبيرا. وأثر هذا الأسلوب خاصة في الشاعر هونولت، الذي قام بجمع المزيد من القصائد من هذا النوع، وأضافها إلى الكتاب الأصلي.
وفيما عدا ذلك فقد اشتهرت الترجمة التي قام بها نويكيرش لملحمة فينيلون «تيليماك» Telemach الشعرية، في ثلاثة مجلدات فاخرة. وقد ترجمها شعرا كما هي في الأصل، على عكس ما فعل بوزه Bohse حين ترجمها نثرا في عام 1700.

## أعماله
- مجموعة نويكيرش (وهي مختارات شعرية للعديد من شعراء القرن السابع عشر وأبرزهم هوفمانسفالداو) في سبعة مجلدات.
- ترجمة ملحمة «تيليماك» لفينيلون.